# Christchurch
Christchurch (maor. Ōtautahi) – drugie pod względem liczby ludności miasto w Nowej Zelandii, położone na wschodnim wybrzeżu Wyspy Południowej. Jest stolicą regionu Canterbury. Zajmuje powierzchnię 425 km², zamieszkuje je ponad 370 tys. osób.
Christchurch jest silnie rozwinięte gospodarczo. Posiada największy port morski na Wyspie Południowej oraz międzynarodowy port lotniczy. Jest również ważnym ośrodkiem kulturalnym i naukowym kraju. W mieście znajduje się znany ogród botaniczny.

## Geografia
Miasto leży w centralnej części wschodniego wybrzeża Wyspy Południowej nad Zatoką Pegaza, na wschód od Równiny Canterbury. Wulkaniczne wzgórza Port Hills oddzielają Christchurch od Półwyspu Banks. Naturalną północną granicę miasta stanowi ujście rzeki Waimakariri. Przez centrum przepływa nieduża rzeka Avon, nazwana tak na cześć rzeki o tej samej nazwie w szkockim hrabstwie Falkirk (nie mylić z innymi rzekami o tej nazwie, których jest wiele).
Christchurch jest najodleglejszym od Polski miastem powyżej 100 000 mieszkańców. Znajduje się w odległości 17 703 kilometrów od Warszawy.

## Historia

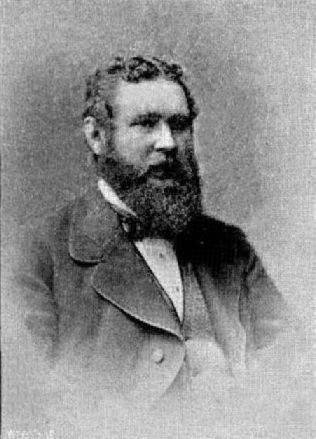
Andrew Duncan, trzeci burmistrz Christchurch

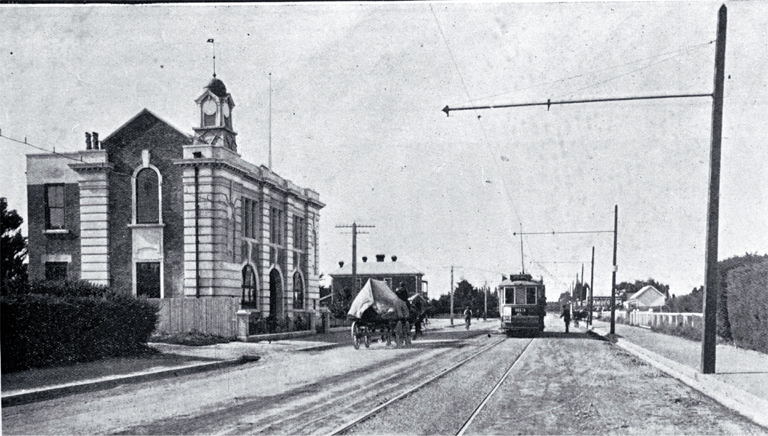
Dzielnica Papanui w roku 1913

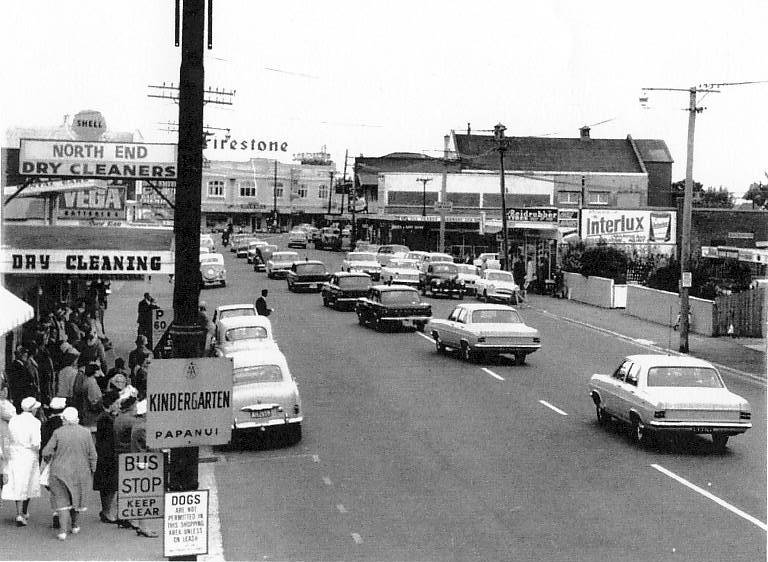
Dzielnica Papanui w roku 1966

Badania archeologiczne w jaskiniach w dzielnicy Redcliffs wykazały, że pierwsi ludzie w tej okolicy pojawili się około roku 1250, były to plemiona polujące na ptaki moa. Pierwsi Europejczycy w regionie Canterbury pojawili się w roku 1815, 45 lat po tym jak kapitan James Cook odkrył „wyspę Banks” (później okazało się, że to półwysep Wyspy Południowej Nowej Zelandii).
Historia miasta rozpoczęła się jednak wraz z przybyciem pierwszych grup zorganizowanych osadników – 792 osób na czterech statkach do Lyttelton w roku 1850. Już dwa lata wcześniej w Anglii na pierwszym spotkaniu stowarzyszenia osadników zdecydowano o nazwaniu miasta Christchurch. W momencie przybycia osadników prosperowała już miejscowość portowa Lyttelton, jednak w roku 1854 Christchurch osiągnęło populację 900 mieszkańców, podczas gdy w Lyttelton w owym czasie mieszkało 550 osób. Christchurch otrzymało prawa miejskie 31 lipca 1856 stając się oficjalnie pierwszym miastem w Nowej Zelandii. Początkowo w miejscowości dominowało budownictwo drewniane z nielicznymi budowlami z gliny ze słomą oraz wyrastającymi ponad niską zabudowę kościołami, które aż do lat 70. XIX wieku były jednolicie neogotyckie. Również wczesna zabudowa drewniana nawiązywała do stylu neogotyckiego – większość budynków miała strome, spadziste dachy i lukarny. Po transformacji w kierunku budownictwa kamiennego miasto pozostało wierne stylowi neogotyckiemu, a wiele budynków budowano z szarego kamienia, który dominuje w starej architekturze do dziś.
Znakiem szybkiego rozwoju miasta było pojawienie się siedzib banków: Bank of New South Wales (1861), Bank of New Zealand (1862) oraz Bank of Australasia (1864). W roku 1874 Christchurch z populacją 14 270 osób było czwartym co do wielkości miastem w kraju, było jednak o połowę mniejsze od Dunedin, które w tym czasie zamieszkiwało 29 832 osób.
W momencie rozpoczęcia I wojny światowej Christchurch wyraźnie było już centralnym miastem regionu. Budynki przy głównych ulicach były 2-3-piętrowe, kamienne i ceglane, niektóre z nich tynkowane. Wiele z nich było zdobionych w różnych stylach architektonicznych.
W okresie międzywojennym dotarły do Nowej Zelandii silne wpływy amerykańskie, pojawiła się architektura żelbetowa. Ludność miasta w owym czasie była wciąż przeważająco brytyjska. Według spisu powszechnego z 1926 roku na około 100 000 mieszkańców przypadało 144 Maorysów, 235 Azjatów, 50 Hindusów i 13 Polinezyjczyków. Po II wojnie światowej zaczął się zwiększać odsetek ludności spoza brytyjskiego kręgu kulturowego.

### Trzęsienia ziemi w Christchurch

#### Trzęsienie ziemi w 2010
Trzęsienie ziemi miało miejsce 4 września 2010 o godzinie 4:35 czasu miejscowego. Epicentrum trzęsienia o sile 7,1 w skali Richtera znajdowało się 40 km na zachód od Christchurch. W skali Mercallego intensywność wstrząsów w mieście wynosiła 4-8 stopni (stopień 4 oznacza ogólnoodczuwalne wstrząsy i przesuwanie się drobnych przedmiotów; stopień 8 oznacza rozległe zniszczenia i powstawanie szczelin w ziemi). Uszkodzona została kanalizacja, sieć wodociągowa i nastąpiły problemy z dostawą prądu w 75% miasta. W wielu miejscach odczuwalny był silny zapach siarki. Wiele budynków (również zabytkowych) zostało w pewnym stopniu uszkodzonych. Nie doniesiono o żadnych budowlach zniszczonych w całości, jednak w wyniku poważnych uszkodzeń miesiąc po trzęsieniu Rada Miasta zdecydowała o wyburzeniu zabytkowego biurowca Manchester Courts.
Tuż po trzęsieniu zamknięto Port Lotniczy Christchurch, a loty odwołano. Jednak po inspekcji pasa startowego już o 13:30 lotnisko wznowiło działanie.

#### Trzęsienie ziemi w 2011
22 lutego 2011 o godz. 12:51 czasu miejscowego doszło do kolejnego trzęsienia ziemi, tym razem nieco słabszego, bo o sile 6,3 w skali Richtera. Epicentrum znajdowało się na głębokości 4 km w odległości ok. 100 km od miasta. Do tej pory odnaleziono ciała 145 ofiar.

### Zamach na meczet
15 marca 2019 o godz. 13.40 czasu miejscowego doszło do ataku terrorystycznego na meczet Masdżid Al-Nur. Zamachowcem był Brenton Tarrant, który transmitował na żywo relację z zamachu. Tego samego dnia przed godziną 14 doszło do kolejnej strzelaniny w meczecie Masdżid Linwood. W wyniku ataków na meczety zginęło 50 osób a co najmniej 50 osób odniosło obrażenia.
Przed zamachem Brenton Tarrant napisał manifest zatytułowany „Wielka wymiana: Maszerujemy naprzód w kierunku nowego społeczeństwa”. Tekst został napisany z pozycji rasisty wyznającego zasadę „białej supremacji”. Przywódcy wielu narodów potępili zamachy i wyrazili solidarność z Nową Zelandią.

## Demografia
Obszar zarządzany przez Radę Miasta Christchurch zamieszkuje 376 700 osób (szacunkowe dane z czerwca 2010), tym samym sprawiając, że jest to największe miasto na Wyspie Południowej i drugie co do wielkości w kraju. Przewiduje się, że do roku 2031 populacja miasta osiągnie około 422 000 osób, przy czym 75% tego wzrostu przypadnie na grupę wiekową powyżej 65 roku życia.

### Pochodzenie etniczne
Poniższe zestawienie przedstawia liczbę mieszkańców miasta Christchurch, którzy w spisach powszechnych 2001 i 2006 zadeklarowali swoją przynależność etniczną (istniała możliwość podania więcej niż jednej odpowiedzi). Opcje „Nowozelandczycy” oraz „Bliski Wschód/Ameryka Łacińska/Afryka” pojawiły się po raz pierwszy w 2006 roku.
| Grupa etniczna                        | Spis ludności 2001 | Spis ludności 2001 | Spis ludności 2001 | Spis ludności 2006 | Spis ludności 2006 | Spis ludności 2006 |
| Grupa etniczna                        | %                  | Liczba osób        | Średni % w kraju   | %                  | Liczba osób        | Średni % w kraju   |
| ------------------------------------- | ------------------ | ------------------ | ------------------ | ------------------ | ------------------ | ------------------ |
| Europejczycy                          | 89,5               | 275 085            | 80,1               | 75,4               | 255 366            | 67,6               |
| Nowozelandczycy                       | –                  | –                  | –                  | 12,9               | 43 671             | 11,1               |
| Azjaci                                | 5,7                | 17 532             | 6,6                | 7,9                | 26 631             | 9,2                |
| Maorysi                               | 7,1                | 21 957             | 14,7               | 7,6                | 25 725             | 14,6               |
| Narody wysp Pacyfiku                  | 2,5                | 7614               | 6,5                | 2,8                | 9465               | 6,9                |
| Bliski Wschód/Ameryka Łacińska/Afryka | –                  | –                  | –                  | 0,8                | 2859               | 0,9                |
| Pozostali                             | 0,7                | 2046               | 0,7                | <0,1               | 114                | <0,1               |
| Łącznie                               |                    | 307 341            |                    |                    | 338 748            |                    |

## Podział administracyjny

### Central City

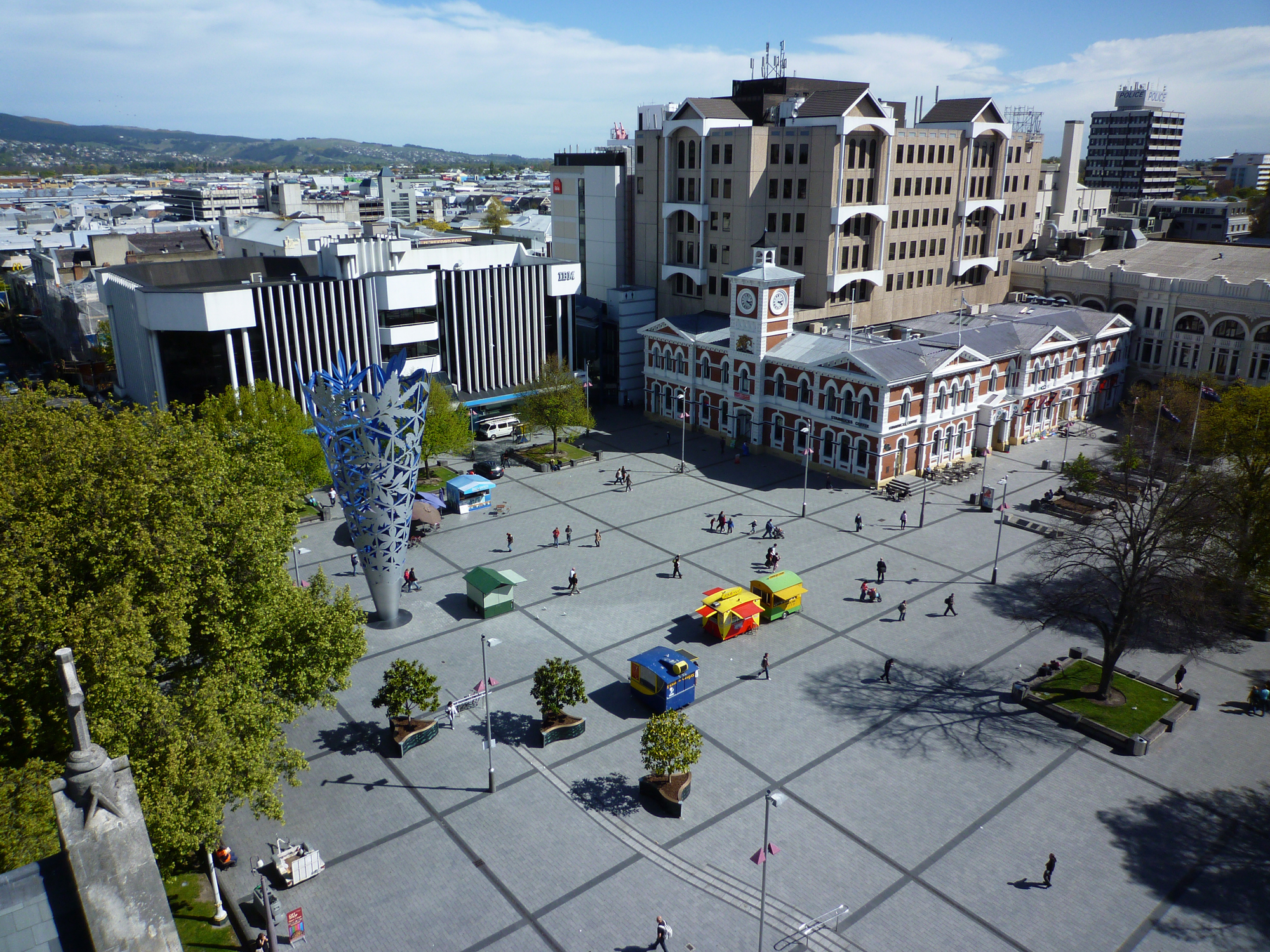
Cathedral Square – serce miasta. Czerwony budynek to zabytkowy Główny Urząd Pocztowy.

Sercem i geograficznym centrum miasta jest Central City – obszar wydzielony czterema alejami: Bealey Avenue, Fitzgerald Avenue, Moorhouse Avenue i Deans Avenue. Pozostałe ulice używają nazwy street. Stała populacja Central City według spisu powszechnego z 2006 roku wynosi 7653 mieszkańców. Duża część dzielnicy to powierzchnia biurowa, w wyniku Central City to również centrum zatrudnienia oferujące około 26 000 etatów.
Central City określane jest także jako CBD (ang. Central Business District), typowo dla tego obszaru świata.

### Dzielnice wewnętrzne
Również typowe dla tej części świata (Australia, Nowa Zelandia) jest oddzielanie gęściej zaludnionych dzielnic bliżej centrum miasta (dzielnice wewnętrzne – ang. inner suburb) od tych rzadziej zaludnionych i oddalonych od centrum, ale wciąż znajdujących się na terenie miasta (dzielnice zewnętrzne – ang. outer suburb). Lista dzielnic liczonych zgodnie z wskazówkami zegara od tej znajdującej się na północ od centrum:
| - Mairehau - Shirley - Dallington - Richmond - Avonside - Linwood - Woolston | - Opawa - Waltham - St Martins - Beckenham - Sydenham - Somerfield - Spreydon | - Addington - Riccarton - Ilam - Burnside - Fendalton - Bryndwr - Strowan | - Merivale - Papanui - St Albans - Russley - Yaldhurst |  |

### Dzielnice zewnętrzne
Lista dzielnic liczonych zgodnie z wskazówkami zegara od tej znajdującej się na północ od centrum:
| - Marshland - Burwood - Parklands - Waimairi Beach - Avondale - New Brighton - Bexley - Aranui - South Brighton - Southshore - Bromley | - Mount Pleasant - Redcliffs - Sumner - Ferrymead - Heathcote Valley - Hillsborough - Murray Aynsley - Huntsbury - Cashmere - Westmorland - Hillmorton | - Hoon Hay - Halswell - Oaklands - Wigram - Middleton - Sockburn - Hornby - Islington - Templeton - Yaldhurst - Russley | - Avonhead - Harewood - Bishopdale - Casebrook - Redwood - Regents Park - Northwood - Belfast - Spencerville - Brooklands |

## Transport

### Transport miejski
Trzon transportu publicznego w mieście stanowi sieć linii autobusowych obsługiwanych przez trzech operatorów (Red Bus, Leopard Coachlines i Christchurch Bus Services) i promowanych pod wspólną nazwą Metro. Red Bus zarządza również darmową linią autobusową Shuttle w ścisłym centrum miasta, obsługiwaną przez flotę autobusów hybrydowych.
Na kilkunastu liniach autobusowych jeżdżą autobusy z przednim bagażnikiem na dwa rowery. W cenie biletu pasażer może przewozić rower. Inicjatywa zapoczątkowana została w listopadzie 2007 i jest unikalna w skali kraju.

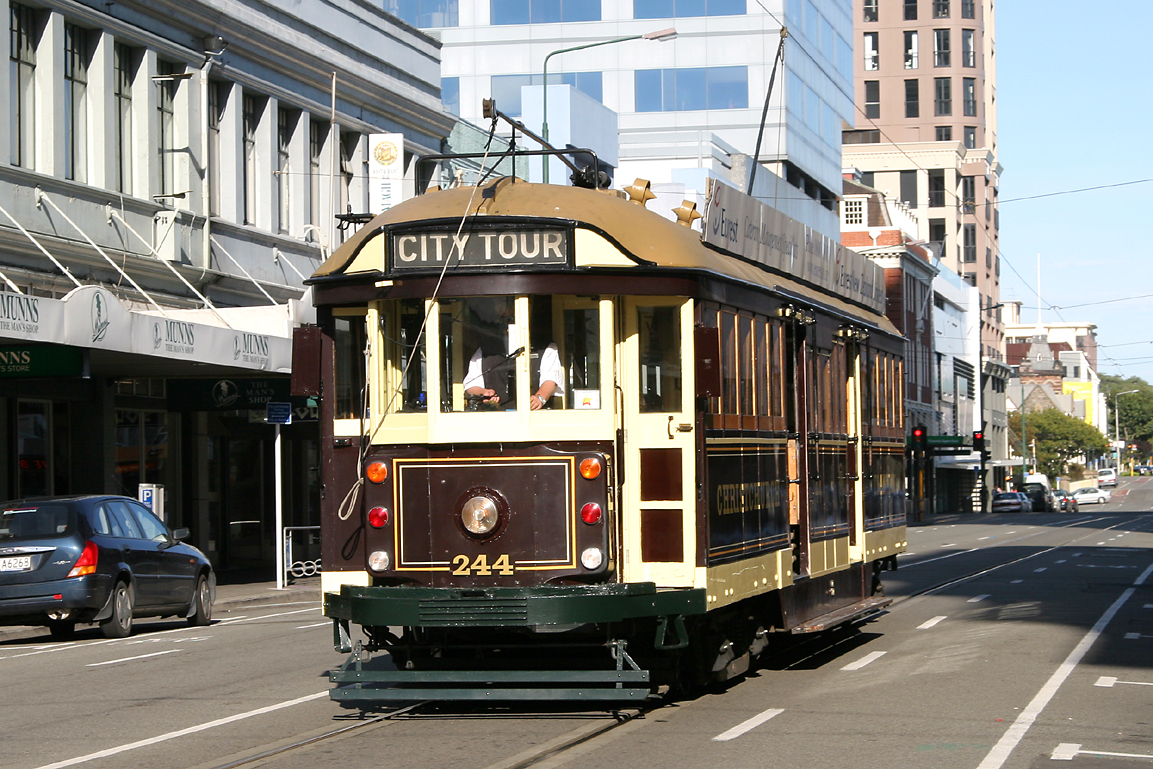
Zabytkowy tramwaj

Również w ścisłym centrum Christchurch kursuje linia tramwajowa obsługiwana przez zabytkowe pojazdy i promowana głównie jako atrakcja turystyczna. 2,5-kilometrowa pętla jest jednokierunkowa i została zbudowana w 1995 roku. Wcześniej tramwaje elektryczne kursowały w mieście w latach 1905–1954, a konne i parowe już w 1882 roku.
Do sieci Metro należy również połączenie promowe między Lyttelton a Diamond Harbour.

### Transport kolejowy
W dzielnicy Addington krzyżują się dwie główne linie kolejowe Wyspy Południowej, Main North Line i Main South Line, wspólnie znane jako South Island Main Trunk Railway. Port w Lyttelton jest jedną z ważniejszych stacji ruchu towarowego na wyspie. W Christchurch aktualnie znajduje się jedna działająca stacja kolejowa obsługująca ruch pasażerski (zlokalizowana na wyżej wspomnianym skrzyżowaniu ważnych tras). Jest ona stacją początkową dwóch dalekobieżnych linii kolejowych: TranzAlpine do Greymouth (przecina Alpy Południowe) i TranzCoastal do Picton (wzdłuż wybrzeża na północ).
Do lat 70. XX wieku działało w mieście kilka linii kolei podmiejskiej, jednak aktualnie nie kursują, choć pomysł ponownego ich uruchomienia jest regularnie poruszany.

### Transport lotniczy
Międzynarodowy Port Lotniczy Christchurch został otwarty w roku 1953. Znajduje się w dzielnicy Harewood, 12 km na północny zachód od centrum miasta. W roku 2008 obsłużył 6 037 729 pasażerów, wykonano stąd 143 292 operacji. Jest to drugi co do wielkości port lotniczy w Nowej Zelandii i największy na Wyspie Południowej. Może obsługiwać samoloty wielkości Boeinga 767, a nawet 777 (te większe jednak nie mogą samodzielnie wymanewrować na drogę kołowania i muszą być na nią holowane).
Inne lotniska na terenie miasta to była baza wojskowa Wigram Aerodrome (NZWG), przy której aktualnie znajduje się Muzeum Sił Powietrznych Nowej Zelandii oraz prywatne lotnisko Forest Field Aerodrome (NZFF).

## Zabytki i atrakcje turystyczne

### Central City

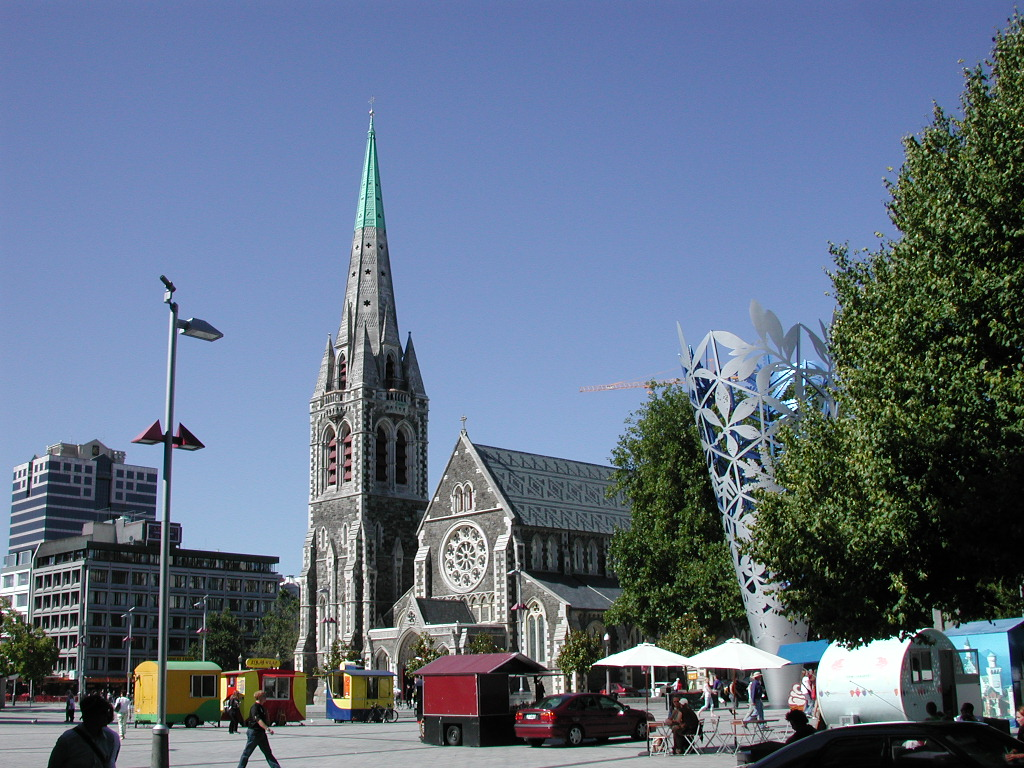
Katedra ChristChurch i plac Cathedral Square

- Katedra ChristChurch – anglikańska katedra zlokalizowana w ścisłym centrum na placu Cathedral Square, siedziba diecezji. Kamień węgielny położono 16 grudnia 1864, jednak z powodów finansowych budowę ukończono dopiero w roku 1904. Kościół został zaprojektowany przez angielskiego architekta, sir George’a Gilberta Scotta. Iglica wieży góruje 63 metry powyżej poziomu placu. Wieża ma taras widokowy.
- Główny Urząd Pocztowy (ang. Chief Post Office) – wzniesiony w latach 1877–1879 budynek również znajduje się przy placu Cathedral Square. Obecnie jest siedzibą centrum informacji turystycznej i restauracji. Zaprojektowany został przez Williama Claytona, architekta wielu budowli w Nowej Zelandii, który zmarł niedługo po położeniu kamienia węgielnego pod budowę Urzędu[25].
- Old Government Building – otwarty w 1913 roku budynek przy Cathedral Square, do lat 80. XX wieku siedziba różnych organizacji rządowych. Zanim w 1991 został przekształcony na hotel, przez kilka lat zagrożony był wyburzeniem[26].
- Christchurch Arts Centre – wielofunkcyjny zespół neogotyckich budynków przejętych po Uniwersytecie Canterbury, obecnie spełniających różne funkcje związane ze sztuką, rzemiosłem, kulturą i rozrywką.
- Muzeum Canterbury – posiadające ponad dwa miliony eksponatów muzeum skupiające się głównie na osadnictwie maoryskim, kolonizacji Nowej Zelandii i eksploracji Antarktyki.
- Christchurch Art Gallery – galeria sztuki posiadająca w kolekcji ponad 5000 dzieł głównie artystów nowozelandzkich oraz europejskich. Mieści się w nowym budynku oddanym do użytku 10 maja 2003. Istnieje od 1932 roku. Wcześniej była zlokalizowana w budynku na terenie ogrodu botanicznego[27].

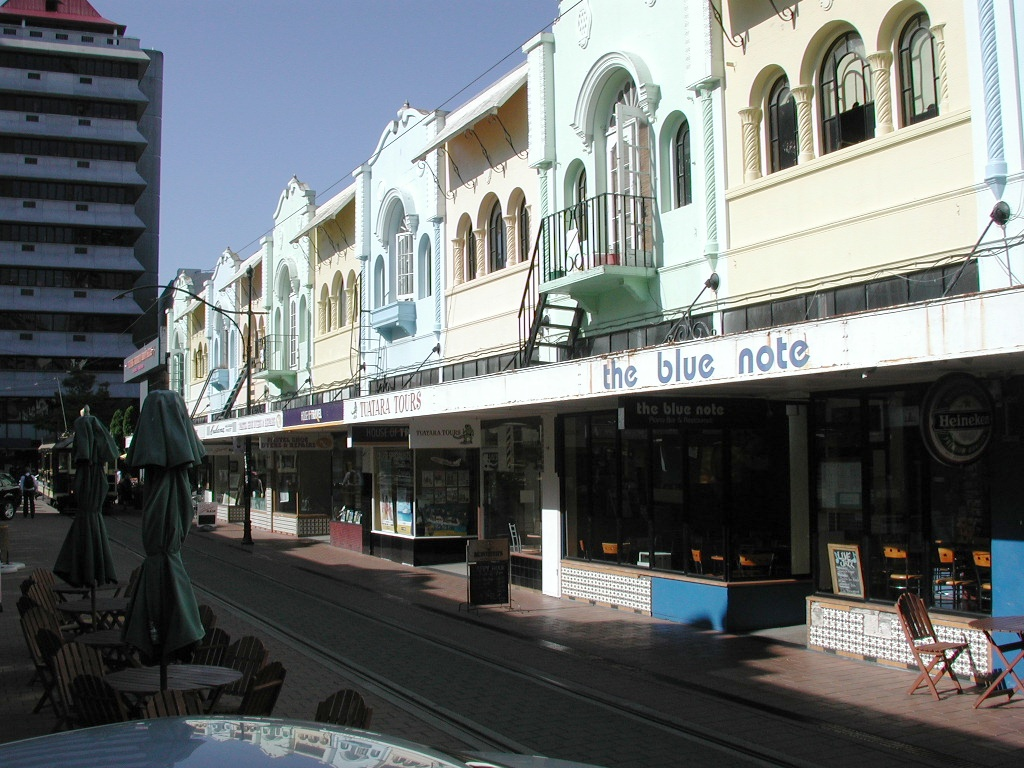
New Regent Street

- New Regent Street – ulica biegnąca między Gloucester Street i Armagh street, wzdłuż której ciągną się kolorowe zabudowania szeregowe w stylu hiszpańskiej misji. W budynkach znajdują się sklepy i kawiarnie. Charakterystycznymi elementami wywodzącego się z Kalifornii stylu są zaokrąglone szczyty fasad, wykładane płytkami kapniki nad oknami oraz spiralne kolumienki. Gdy burmistrz miasta otwierał ulicę 1 kwietnia 1932 roku, zaledwie trzy z czterdziestu sklepów znalazły najemców. Był to wynik wielkiego kryzysu, który dosięgnął również Nowej Zelandii. Obecnie ulica jest zamknięta dla ruchu kołowego, jednak przejeżdża nią zabytkowy tramwaj. New Regent Street jest unikalna w skali kraju jako jedyna ulica zakupowa, która od początku była zaprojektowana w tym celu[28].

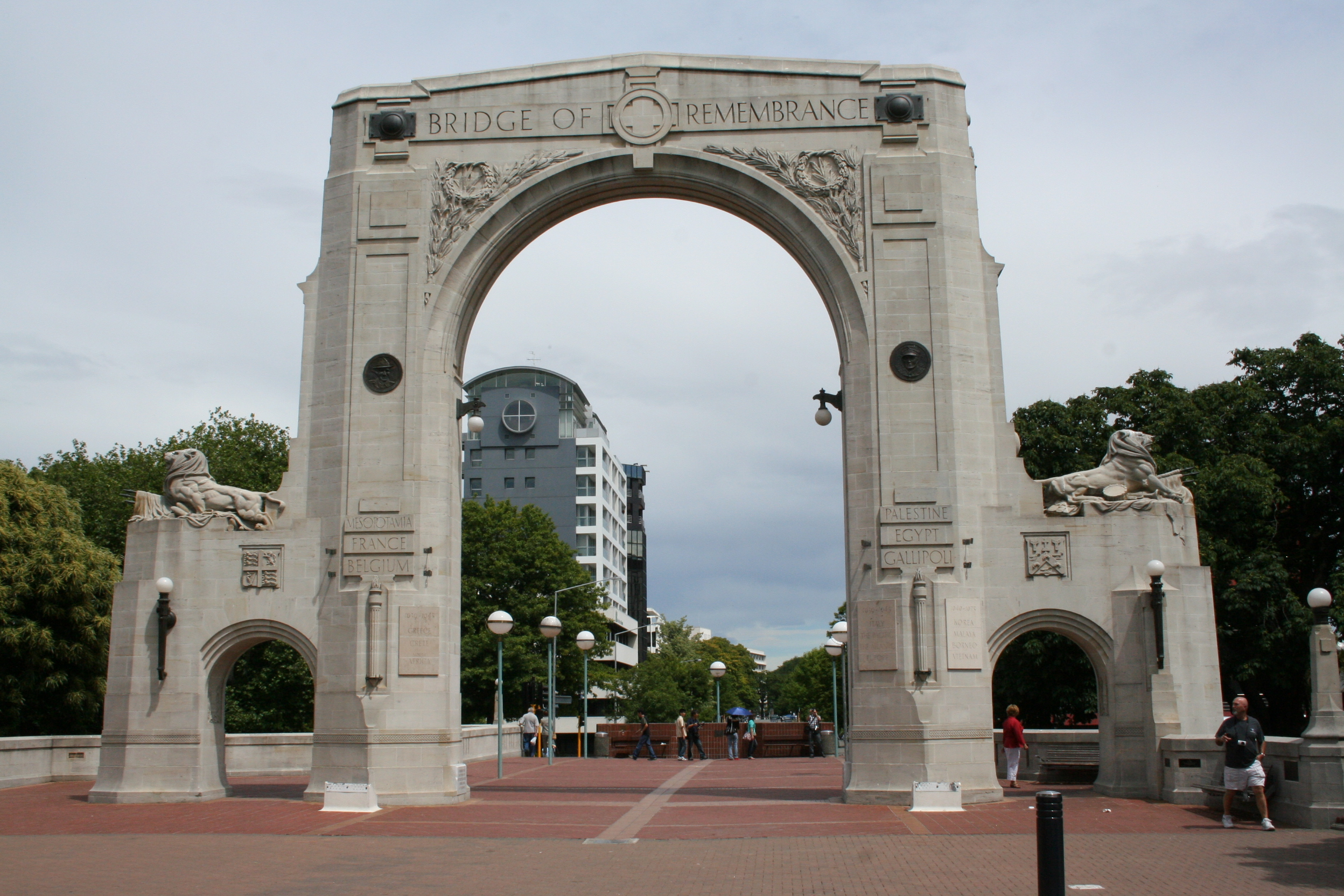
Most Pamięci

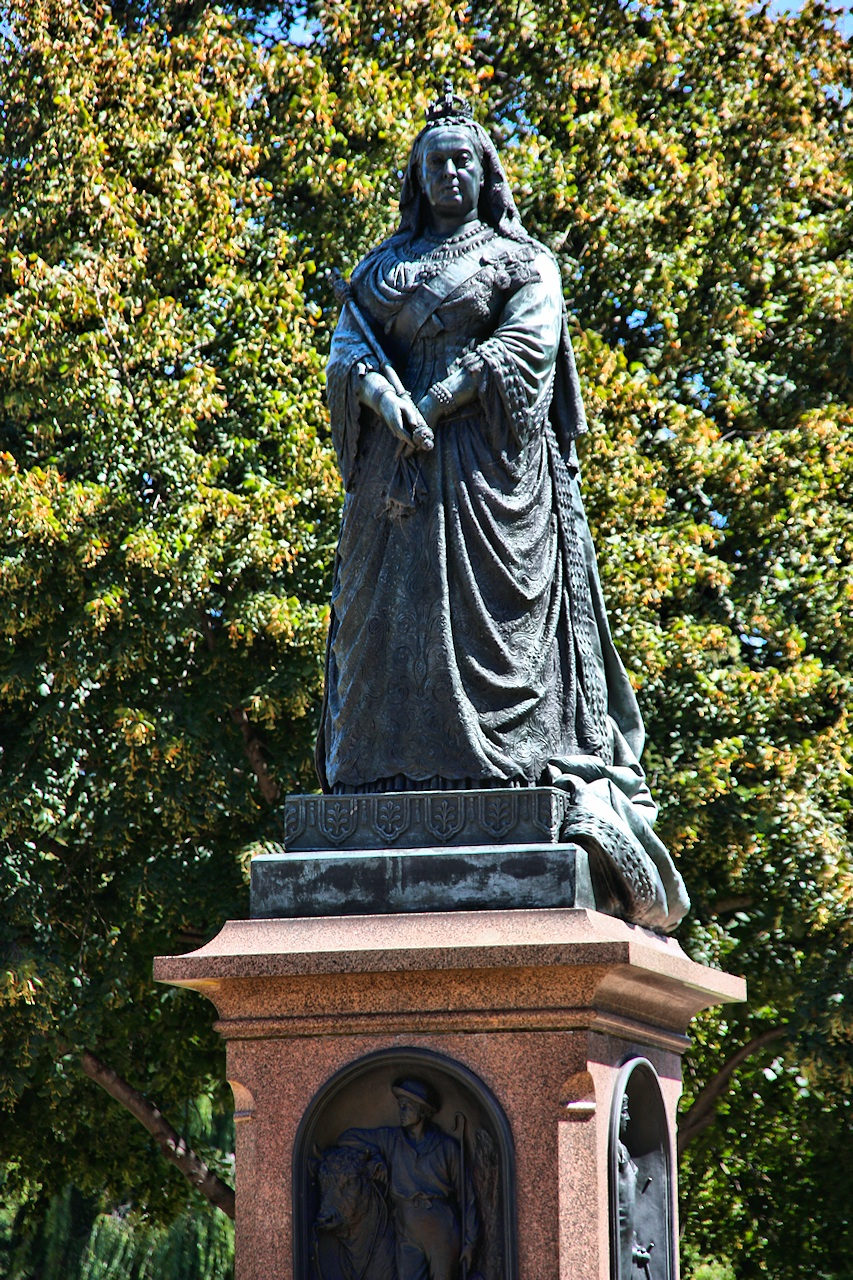
Pomnik Królowej Wiktorii na placu Victoria Square

- Most Pamięci (ang. Bridge of Remembrance) – trzyłukowy most nad rzeką Avon zbudowany w roku 1923 ku pamięci żołnierzy z regionu Canterbury, którzy walczyli i zginęli w I wojnie światowej. Zwieńczony jest ozdobnym łukiem z tablicami upamiętniającymi ważne bitwy w I wojnie światowej, jak również te w II wojnie światowej (dodane później). Obecnie most pieszy[29].
- Antigua Boat Sheds – garaże na łodzie przy rzece Avon w okolicy Antigua Street. Charakterystyczne budynki w biało-zielone pasy są elementem krajobrazu Christchurch od roku 1882. Obecnie służą nie tylko jako miejsce przechowywania łódek i kajaków, lecz również kawiarnie[30].
- Wieża Zegarowa Królowej Wiktorii (ang. Victoria Clock Tower) – zbudowana w roku 1864 jako zwieńczenie siedziby Rady Regionu Canterbury wieża okazała się za ciężka. Była zmagazynowana przez ponad 30 lat, aż do roku 1897, gdy padł pomysł, by nadać jej imię Królowej Wiktorii w ramach uczczenia jej diamentowego jubileuszu. Pierwotnie ustawiono ją na rogu Manchester Street, High Street i Lichfeld Street, ale w roku 1930 uznano, iż stwarza tam zagrożenie w ruchu drogowym i przeniesiono wieżę na obecne miejsce przy Victoria Street[31].

- Malownicza przełęcz Dyers Pass – rozpoczyna się w mieście Christchurch i ciągnie poprzez wzgórza otaczające miasto. Najwyższe partie przełęczy sięgają 300 m n.p.m. i stanowią zdecydowane „must have” dla większości turystów.
- Riccarton Racecourse(inne języki) – idealne miejsce dla dużych i małych fanów wyścigów konnych. Na torze odbywają się regularnie lokalne wydarzenia, które odbijają się szerokim echem w całym Canterbury.
- Orana Wildlife Park – lokalne zoo
- Park Victoria
- Adrenalina Forest Park
- Margaret Mahy Playground

### Poza centrum

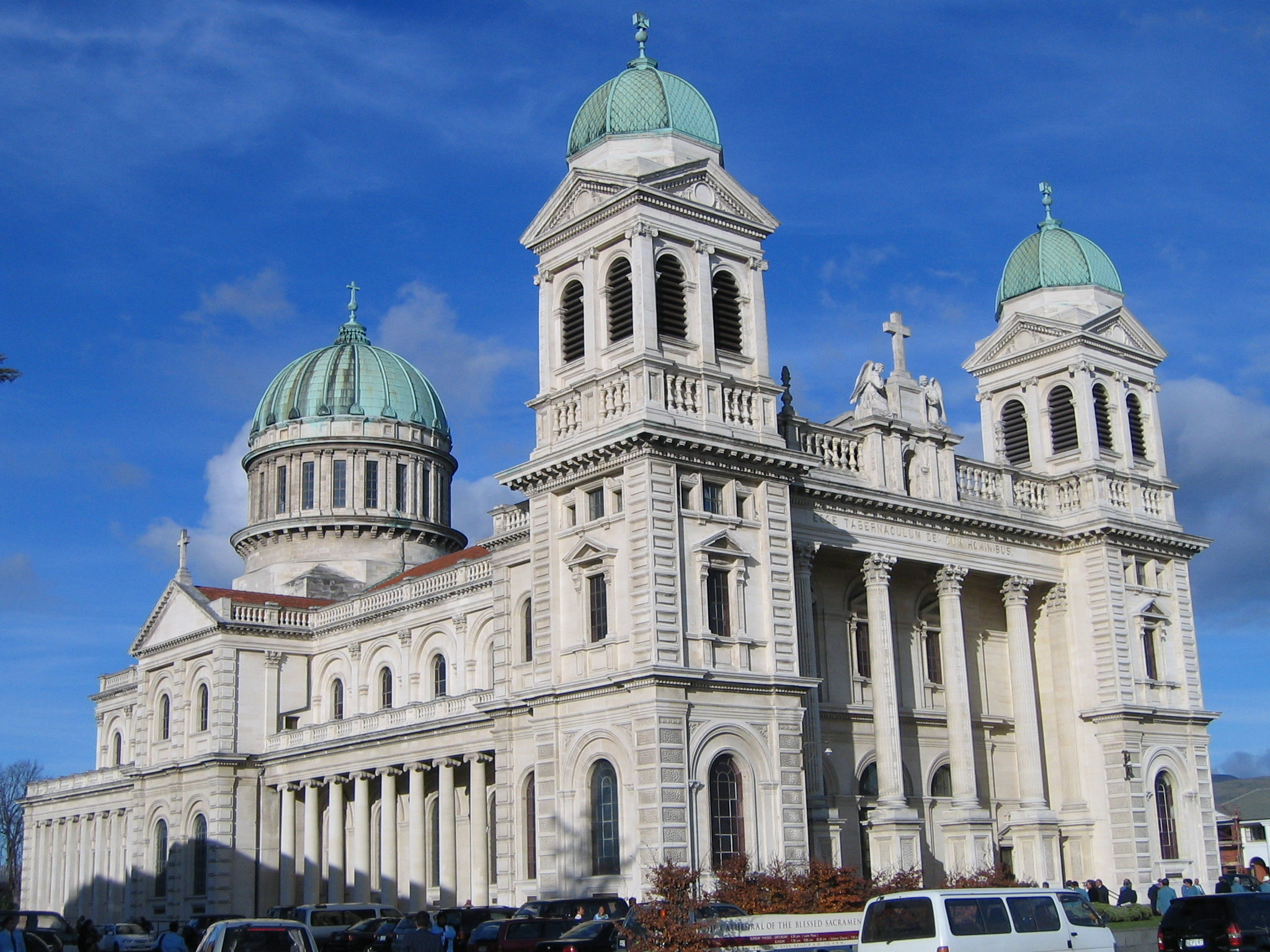
Katedra Świętego Sakramentu

- Katedra Świętego Sakramentu (ang. Cathedral of the Blessed Sacrament) – rzymskokatolicka bazylika, siedziba diecezji Christchurch[32]. Zaprojektowana przez Francisa Petre, została zbudowana w latach 1901–1905. Styl budowli najbliższy jest włoskiemu renesansowi.
- Międzynarodowe Centrum Antarktyczne (ang. International Antarctic Centre) – znajdująca się tuż przy porcie lotniczym w dzielnicy Harewood siedziba nowozelandzkiego, amerykańskiego i włoskiego programu antarktycznego. Obecnie Centrum funkcjonuje również jako muzeum związane z eksploracją Antarktyki[33].
- Muzeum Sił Powietrznych Nowej Zelandii (ang. Air Force Museum of New Zealand) – zróżnicowana kolekcja obejmująca całe statki powietrzne (wśród nich samoloty Avro 626, Avro Anson, BAC 167 Strikemaster, Blériot XI, De Havilland Tiger Moth, De Havilland Vampire, Grumman TBF Avenger, Lockheed Hudson, McDonnell Douglas A-4 Skyhawk, North American T-6 Texan, North American P-51 Mustang, replika Sopwith Pup, Supermarine Spitfire oraz helikoptery Bell UH-1 Iroquois i Kaman SH-2 Seasprite), silniki lotnicze, pamiątki, odznaczenia i dokumenty[34].

### Parki i ogrody
- Ogród Botaniczny w Christchurch

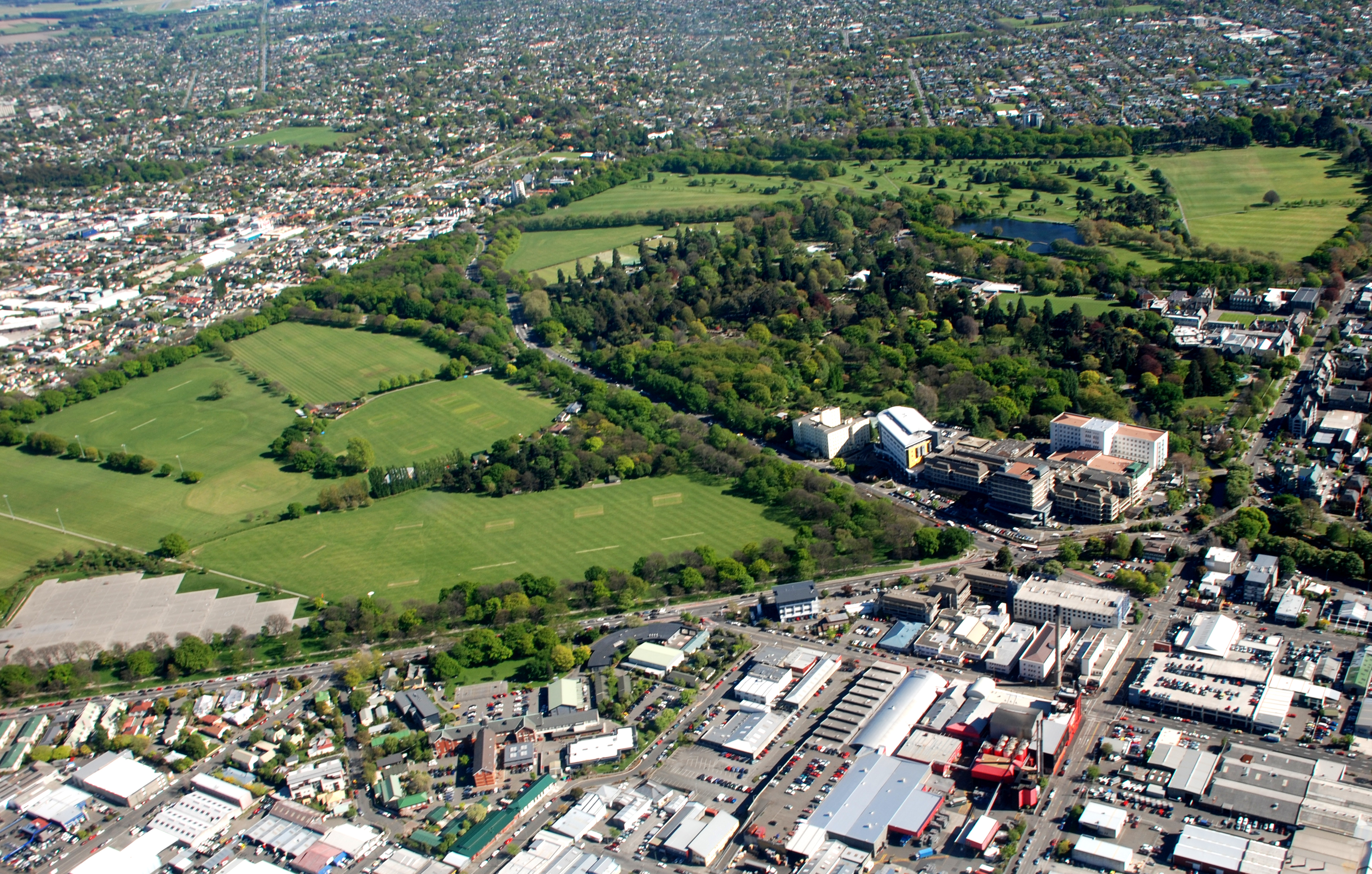
Hagley Park – widok z lotu ptaka

- Hagley Park – duży park zlokalizowany tuż przy centrum miasta. Jego powierzchnia wynosi 164,6 ha[35], z czego 21,1 ha należy do ogrodu botanicznego. Otwarte tereny parku gościły wiele koncertów i innych wydarzeń kulturalnych takich jak odwiedzona przez prawie dwa miliony osób Nowozelandzka Wystawa Światowa w 1906 roku[36].
- Victoria Square – plac obecnie będący parkiem ozdobionym posągami Królowej Wiktorii[37] i zasłużonego dla eksploracji Oceanii kapitana Jamesa Cooka[38]. W dawnych czasach znany jako Market Square, był handlowym centrum miasta.
- Godley Head Park – spektakularne miejsce pośród wzgórz nieopodal Christchurch. Odsłonięty cypel na szczycie klifów sięga 120 m n.p.m. i zapewnia wspaniałe widoki z oceanem, zatoką i wzgórzami w roli głównej.

## Sport
Następujące wydarzenia sportowe światowej rangi miały miejsce w Christchurch:
- Igrzyska Brytyjskiej Wspólnoty Narodów 1974
- Mistrzostwa świata w krykiecie kobiet 1982
- Mistrzostwa świata w krykiecie 1992
- Mistrzostwa świata w netballu 1999
- Mistrzostwa świata w krykiecie kobiet 2000

## Miasta partnerskie
Christchurch ma siedem miast partnerskich:
- Adelaide, Australia
- Christchurch, Anglia
- Gansu, Chiny
- Kurashiki, Japonia
- Seattle, Stany Zjednoczone
- Songpa-Gu, Korea Południowa (dzielnica Seulu)
- Wuhan, Chiny